# سیکلودکان
سیکلودکان (به انگلیسی: Cyclodecane) با فرمول شیمیایی C۱۰H۲۰ یک ترکیب شیمیایی با شناسه پاب‌کم ۹۲۶۷ است. که جرم مولی آن ۱۴۰٫۲۷ g/mol می‌باشد. شکل ظاهری این ترکیب، مایع بی‌رنگ است.